# 吉林市都市生活广播
吉林市都市生活广播，前身是旅游893，是吉林市经济广播电台的一个频道。内容以生活服务节目为主，广播范围为吉林市全部，全天21.5小时播音。

## 主要节目
- 893旅游航班
- 与你同乐
- 爱车天天汇
- 第一代言人
- 环球旅行家
- 东北大杂院
- 跟着音乐去旅行
- 非常说法
- 才艺一箩筐
- 财源广进
- 友情天下
- 顺风顺水
- 漫游天下
- 吉林榜样

## 播出频率
吉林市
| 发射地 | 频率       |
| 昌邑区 | FM 89.3MHz |